# Digitaria clavitricha
Digitaria clavitricha är en gräsart som beskrevs av Richard Walter Pohl. Digitaria clavitricha ingår i släktet fingerhirser, och familjen gräs. Inga underarter finns listade i Catalogue of Life.